# Копичинці

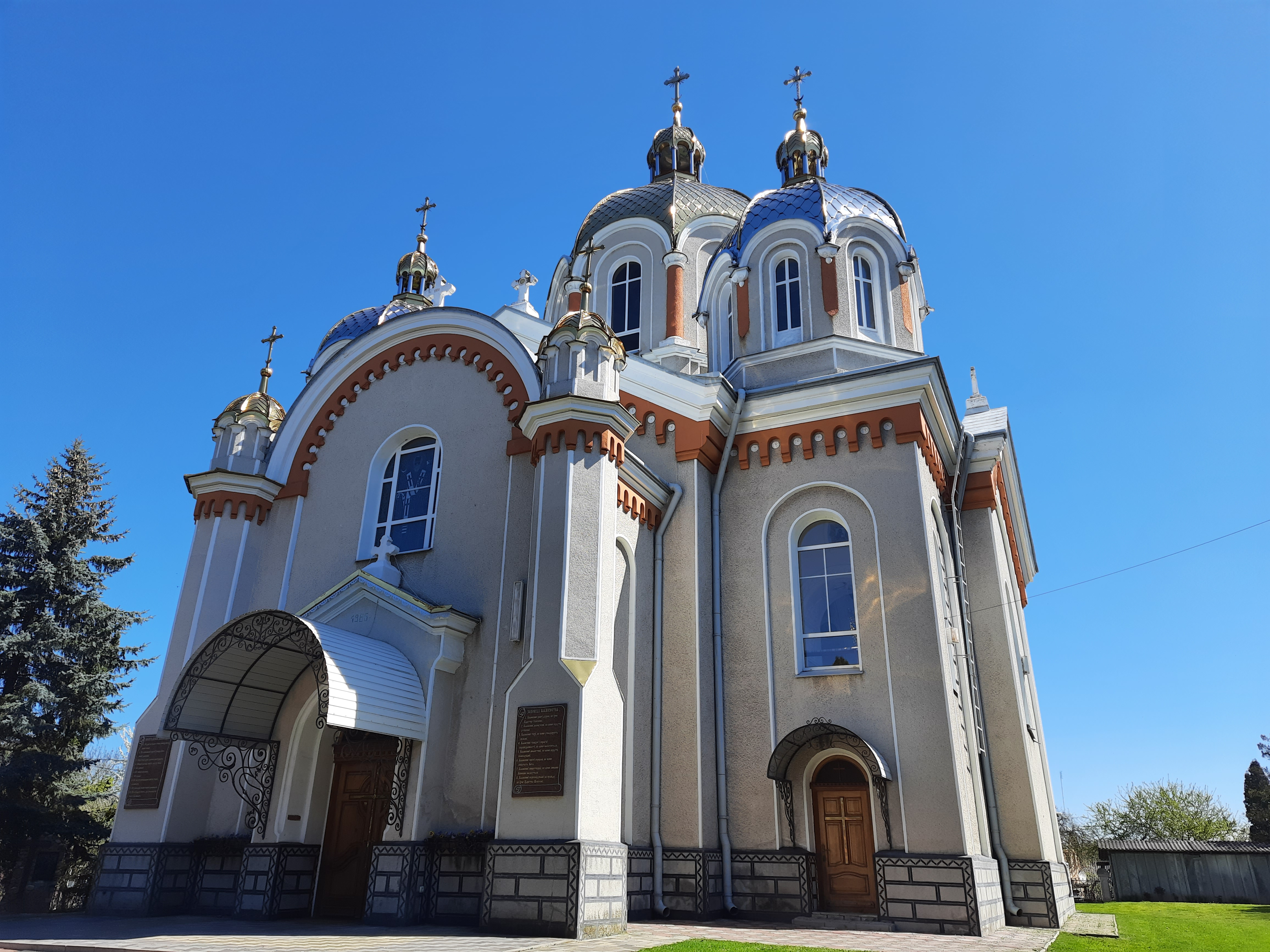
Церква Святого Миколая на Горі.

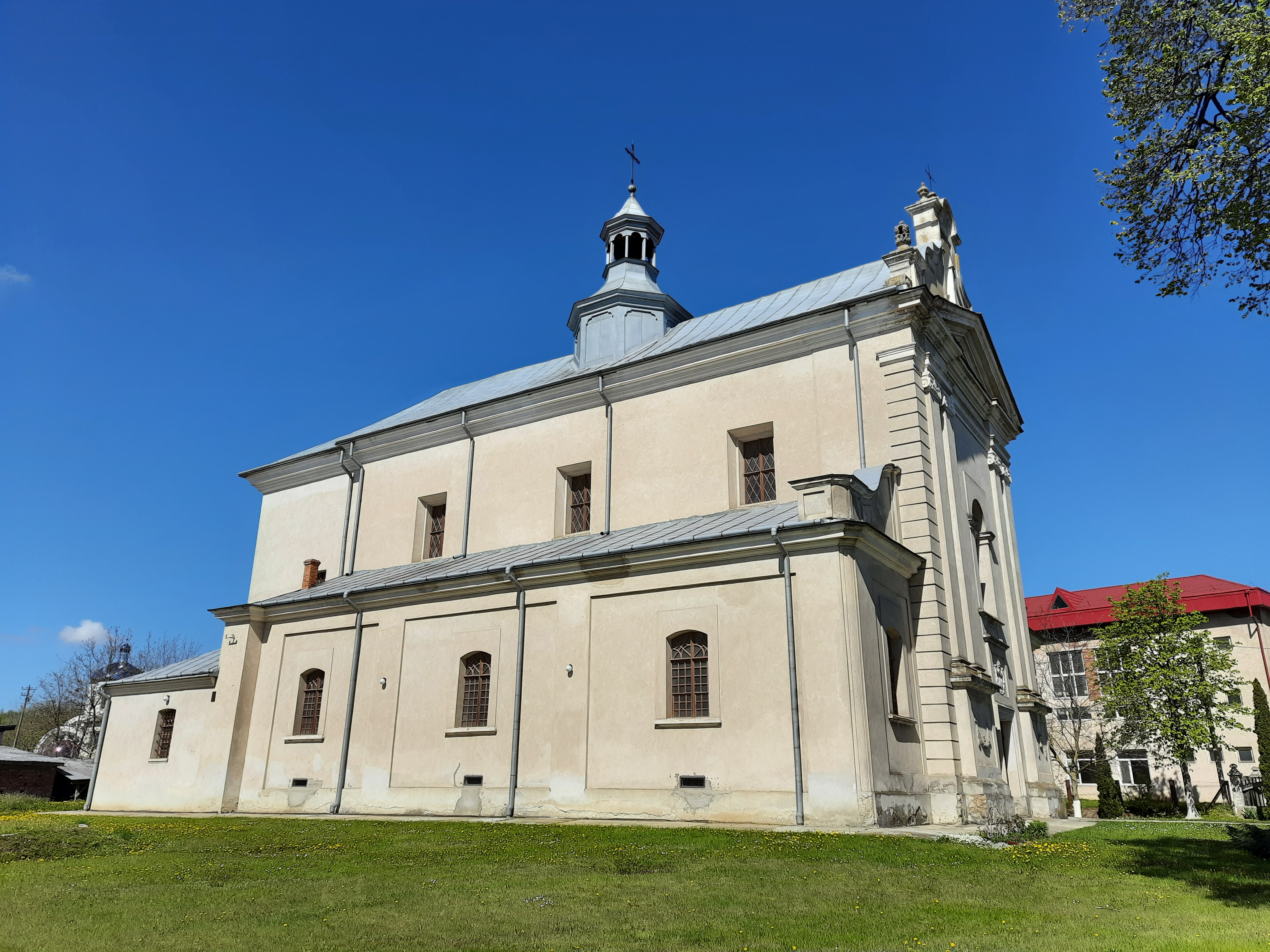
Костел Успення Пресв'ятої Богородиці

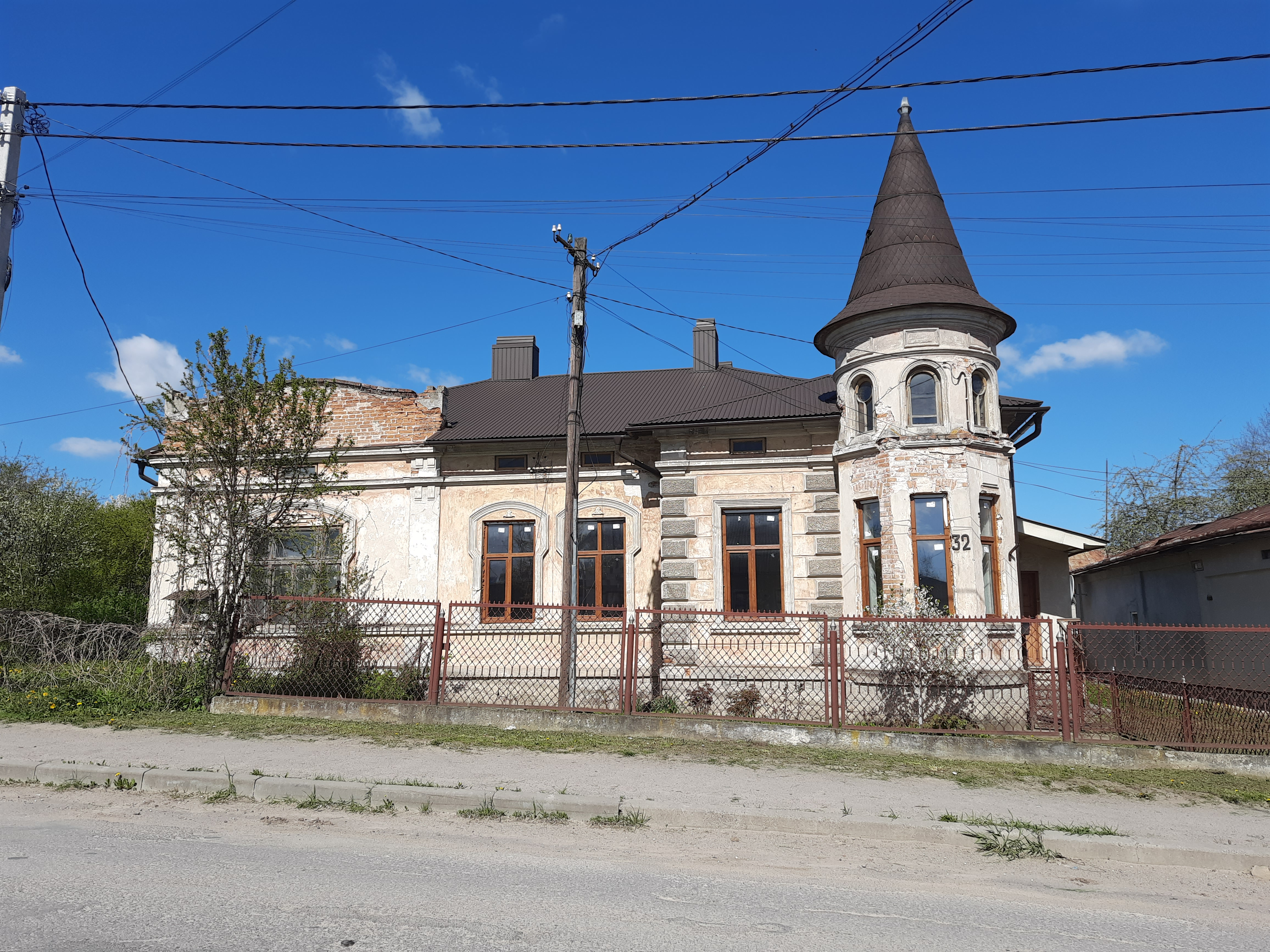
Житловий будинок п. 20ст.

Копи́чинці — місто в Україні, Тернопільська область, Чортківський район, центр Копичинецької міської громади.
Місто розташоване в південній частині Волино-Подільської височини по обидва боки річки Нічлави та її двох приток — Стрілки та Нічлавки. Площа міста становить 81.25 га земель з помірно хвилястим рельєфом. Вся територія (з полями, лісами, долинами) — 5510 га, орне поле — 3416 га, ліси —1452 га. Найвища точка, 341 м над рівнем моря, знаходиться в північній околиці, у полі.
У місті знаходиться залізнична станція Львівської залізниці, через яку проходять залізничні лінії Тернопіль — Біла-Чортківська та Копичинці — Гусятин.
Через місто проходить траса E85 (Берестя — Чернівці). Розташоване за 17 км у північному напрямку від

## Назва
За однією з версій, походження назви міста йде від слова «капище», за іншою — від слів «копа» і «чинити». Польська версія каже, що назву Копичинці отримали в 1615 році, коли місто купила родина Копичинських.

## Історія

### Археологічні дослідження
Люди тут жили давно. На території Копичинців археологами знайдено поселення трипільської культури та слов'янське городище.

### Польський період
Перша письмова згадка про Копичинці у першій половині XIV століття. Відомо з другої половини XIV століття як Копачин, або Копичин в який входили місцевості Капиці (Кабівці), Гора-Мораки, Кардашівка, Голодіївка, Кутець. Принаймні з 4-ї чверти XIV ст. поселенням володіли шляхтичі Копичинські (Копечинські, Копиченські, Копиценські) гербу Копач, які підписувались з Бествіни. Завдяки їм Копичинці отримали статус міста. Власник міста Прандота Копичинський з Бествіни записаний свідком в фундаційних грамотах Міхала Абданка з Бучача 1379 року.

Після Прандоти Копичинського місто одідичив його син Шимон, одружений із Офкою з Оржка (Ожка), котра з сином Якубом в 1443 році фундувала римо-католицьку парафію, костел. Якуб Копичинський був одружений з Катажиною з Фредрів; між ними, стриєм Яном (власником Зарваниці), братом Станіславом виникали майнові суперечки.
Населення міста часто терпіло напади татар і турків. У 1443 році було збудовано фортецю і мурований храм. В 1564 році поселення отримало магдебурзьке право і статус міста.
1595 року на околицях міста відбувся бій між загоном польського війська під проводом Калиновського та козаками Северина Наливайка. У 1600 році у межиріччі Стрілки і Крутилова був збудований «Червоний замок» або «Замчисько». Фортеця була оточена високим земляним валом замок омивали води річок і ставка, із західного боку тягнулися штучні рови. У 1672 році мандрівник Ульріх фон Вердум проїжджав через Копичинці. Він записав 
|  | … замок лежить на боці, зовсім опустілий |

На кінець 1648 року козацько-селянське військо під керівництвом Богдана Хмельницького зайняло Копичинці, як і багато інших сіл і містечок в Східній Галичині. 12 травня 1651 року під Копичинцями відбулася одна в кількох битв між з'єднаним військом козаків, кримського хана з одного боку і військами Речі Посполитої під проводом Марціна Калиновського з другого.
У 1672 році Копичинці перейшли до Туреччини (завойовані турками-османами), 1688 року повернуті Речі Посполитій в результаті миру в Карловичах, який Річ Посполита уклала з Туреччиною.
Миколай Баворовський (пом. 1663, представник роду Баворовських) став дідичем частини Копичинець після одруження із донькою Шимона Копичинського, другою внучкою Євстахія (Остафія) Копичинського Барбарою 1647 року. Вони збудували палац на основі оборонної стіни огорожі та башти замку. У 1917 році російські солдати знищили палац.
Дідичем частини міста (після купівлі) був великий коронний гетьман Адам-Миколай Сенявський; у 1722 році він провів відмежування своєї частини Копичинців від частини Баворовських. Після доньки А. М. Сенявського Марії Зоф'ї власником їх частини міста став вінницький староста, власник Сидорова Людвік Каліновський, по його смерти 1765 року права власности перейшли доньці Теклі (дружині ловчого коронного Антонія Бєльського), потім їхній доньці Ельжбеті — дружині Іґнація Бєльського. 24 січня 1791 року Ельжбета Бєльська продала успадкований маєток Матеушеві Баворовському за 130 334 золотих.

### Австрійський період

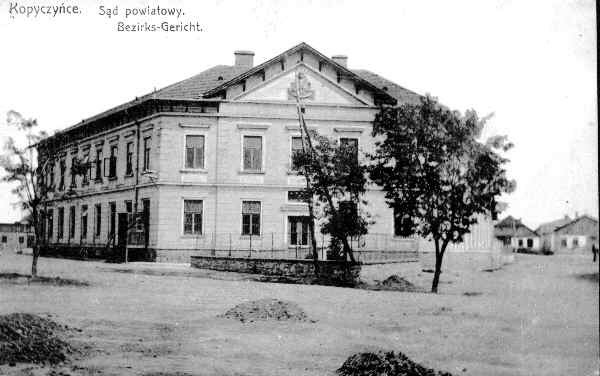
Повітовий суд у Копичинцях. Галичина, 1919 рік

У XVIII столітті в Копичинцях поселяються перші євреї. У 1755 році в Копичинцях на деякий час поселився засновник течії хасидизму Якуб Франк. Єврейська громада продовжувала зростати до початку XX століття.
У 1772 році в результаті першого поділу Речі Посполитої Копичинці перейшли до Австрії.
З 1809 року Копичинці відійшли до складу Росії в результаті підписання 1807 році Олександром I Тильзитського миру з Наполеоном. У 1815 році Копичинці перейшли знову до Австрії в результаті Віденського конгресу.
В 1850 році через Копичинці побудована кам'яна дорога Тернопіль — Заліщики. 10 травня 1884 року в місті відбувся виступ селян проти влади, яка хотіли провести дорогу через землі селян. У місті оголосили стан облоги. Жандарми стріляли у виступаючих. З Чорткова викликали загін піхоти, з Теребовлі кавалерію. В 1890 (1896; за сприяння створеного 1895 року «Товариства побудови подільських залізниць» та значної підтримки уряду) році залізнична лінія Тернопіль — Копичинці була проведена, було відкрите пряме залізничне сполучення Галицького Поділля з Буковиною.
Наприкінці XIX — на початку XX століття в місті збудували завод з виробництва олії, 2 пивоварні, млин і цегельню. З промисловості тут була іграшкова фабрика, консервний завод та сільгосптехнікум.

### Західноукраїнська Народна РеспублікаіУкраїнська Народна Республіка
У листопаді 1918 року місто увійшло до складу ЗУНР.
22 січня 1919 року увійшло у склад УНР.

### Міжвоєнний період
Під час польсько-радянської війни Копичинці захоплені Польщею.
Від 1921 року за Ризьким договором у складі Польщі, де Копичинці стали центром повіту Тарнопольського воєводства.
У 1921 році у Копичинцях розташовувався контрольно-розвідувальні пункт Повстансько-партизанського штабу УНР (командир — сотник Кузьменко-Титаренко). 25 жовтня 1921 року з Копичинців у Листопадовий рейд вирушила Подільська група (командувач Михайло Палій-Сидорянський) Армії Української Народної Республіки.
За пактом Молотова — Ріббентропа Копичинці у складі Західної України було приєднано до СРСР. 17 вересня 1939 року місто зайняла Червона Армія. В січні 1940 року Копичинці стали районним центром. У місті відкрили лікарню, дитячий садок, новий навчальний рік почався в школі з українською мовою навчання, проте за допомогою НКВС відбулися арешти і вивіз до Сибіру через політичні погляди тих, хто боровся за Українську самостійну державу.

### Друга світова війна
Від 7 липня 1941 до 23 березня 1944 тривала німецька окупація міста, яке з 11 серпня 1941 перебувало у складі Чортківського окружного староства. За цей час німецький націонал-соціалізм вбив понад 9 тисяч жителів міста і навколишніх сіл, зруйнував понад 80 громадських будівель та 73 житлових будинки. До червня 1943 року число євреїв у Копичинцькому гетто перевищила 5000, вони були звезені з міста і інших навколишніх містечок. 3 червня всі євреї, які були привезені в гетто з Бучача, були страчені німцями і поліцаями. Остаточна ліквідація євреїв почалася 20 липня 1943 року. 
22 березня 1944 року, Червона армія знову захопила Копичинці і знайшла лише жменьку євреїв, що вижили за допомогою українців що їх переховували з ризиком для свого життя. Ю. і М. Гринчишини, Г. та С. Грокольські — одні з праведників народів світу

### Радянський період
З 22 березня 1944 в Копичинцях відновлено радянську владу.
1944—1991 — Копичинці у складі Української РСР. У Копичинцях до середини 1950-х років в підпіллі діяв повітовий провід УПА-ОУН. Багато його членів, НКВС вбила або депортувала до Сибіру і на Далекий Схід. Також, для дискредитації руху, під маскою УПА в районі діяли диверсійні групи НКВС.
1962 — місто приєднано до Чортківського району, а 1965 — до новоутвореного Гусятинського району.

### Період відновлення Української Незалежності
Взимку 2015 року через викид неочищених стоків з полів фільтрації ВАТ «Хоростківський цукрозавод» в річку Рудка Велика, звідти — Нічлавку, що підтвердили фахівці, з якої вони потрапили до міського ставка, міська рада звернулась до начальника ТОДЕІ, голови Гусятинської РДА.
3 вересня 2017 року архієпископ Тернопільський і Кременецький Нестор у Копичинцях освятив храм Святої Трійці та звершив святкову Божественну літургію.
До 19 липня 2020 року належало до Гусятинського району.
З 30 липня 2018 р. центр Копичинецької міської громади.
В 2020-21 рр  відбувалися зйомки чотирисерійного циклу телепередач «Жива УПА.Тернопільщина» 
У 2022 році після початку російського вторгнення, в Україні питання продовольчої безпеки постало дуже гостро, а тому в Копичинцях, було вирішено приєднатися до проекту «Сади перемоги» і посадити продукти першої необхідності: капуста, буряк, цибуля. Зараз це город. Його посадили учні старших класів двох шкіл на площі 8 соток. Учні доглядали овочі, щоб восени 2022 визначити в кого кращий врожай. Завдяки проєкту школи забезпечені сучасним лабораторним обладнанням для вивчення біології та хімії.

## Політика

### Парламентські вибори, 2019
На позачергових парламентських виборах 2019 року у місті функціонували 3 окремі виборчі дільниці № 610225–610227.
Результати
- зареєстровано 4914 виборців, явка 47,76%, найбільше голосів віддано за «Слугу народу» — 32,90%, за «Голос» — 15,83%, за «Європейську Солідарність» — 13,86%.[13] В одномандатному окрузі найбільше голосів отримав Ігор Сопель (Слуга народу) — 30,05%, за Миколу Люшняка (самовисування) — 22,02%, за Олега Вітвіцького (Голос) — 16,27%[14].

## Населення
Станом на 12 січня 1989 в Копичинцях проживало 7327 осіб, на 5 грудня 2001 (за даними Всеукраїнського перепису населення) — 7036 мешканців, а в 2019 — 6899 осіб. Відповідно до даних соціального паспорту громади станом на 2023 рік у Копичинцях проживає 6502 осіб. Населення — українці. Рідною мовою назвали українську ≈99 % населення, російську — ≈1 % населення.

### Національний склад
Національний склад населення за даними перепису 2001 року:
| Національність  | Відсоток |
| --------------- | -------- |
| українці        | 97,96%   |
| росіяни         | 1,17%    |
| поляки          | 0,31%    |
| вірмени         | 0,20%    |
| інші/не вказали | 0,36%    |

### Мова
Розподіл населення за рідною мовою за даними перепису 2001 року:
| Мова            | Кількість | Відсоток |
| --------------- | --------- | -------- |
| українська      | 6902      | 98.56%   |
| російська       | 72        | 1.03%    |
| вірменська      | 14        | 0.20%    |
| польська        | 5         | 0.07%    |
| румунська       | 4         | 0.06%    |
| білоруська      | 2         | 0.03%    |
| угорська        | 1         | 0.01%    |
| інші/не вказали | 3         | 0.04%    |
| Усього          | 7003      | 100%     |

## Економіка
За даними на 1990 рік, у Копичинцях діяли такі підприємства як: виробниче об'єднання гумових іграшок, консервний завод, рибне господарство, а також діяв сільськогосподарський технікум бухгалтерського обліку.

## Природа
Поверхня горбиста. Середня температура січня: —5,1°, липня: +18,8°. В середньому випадає 560 мм опадів на рік. Площа зелених насаджень — 91,2 га.

## Пам'ятки

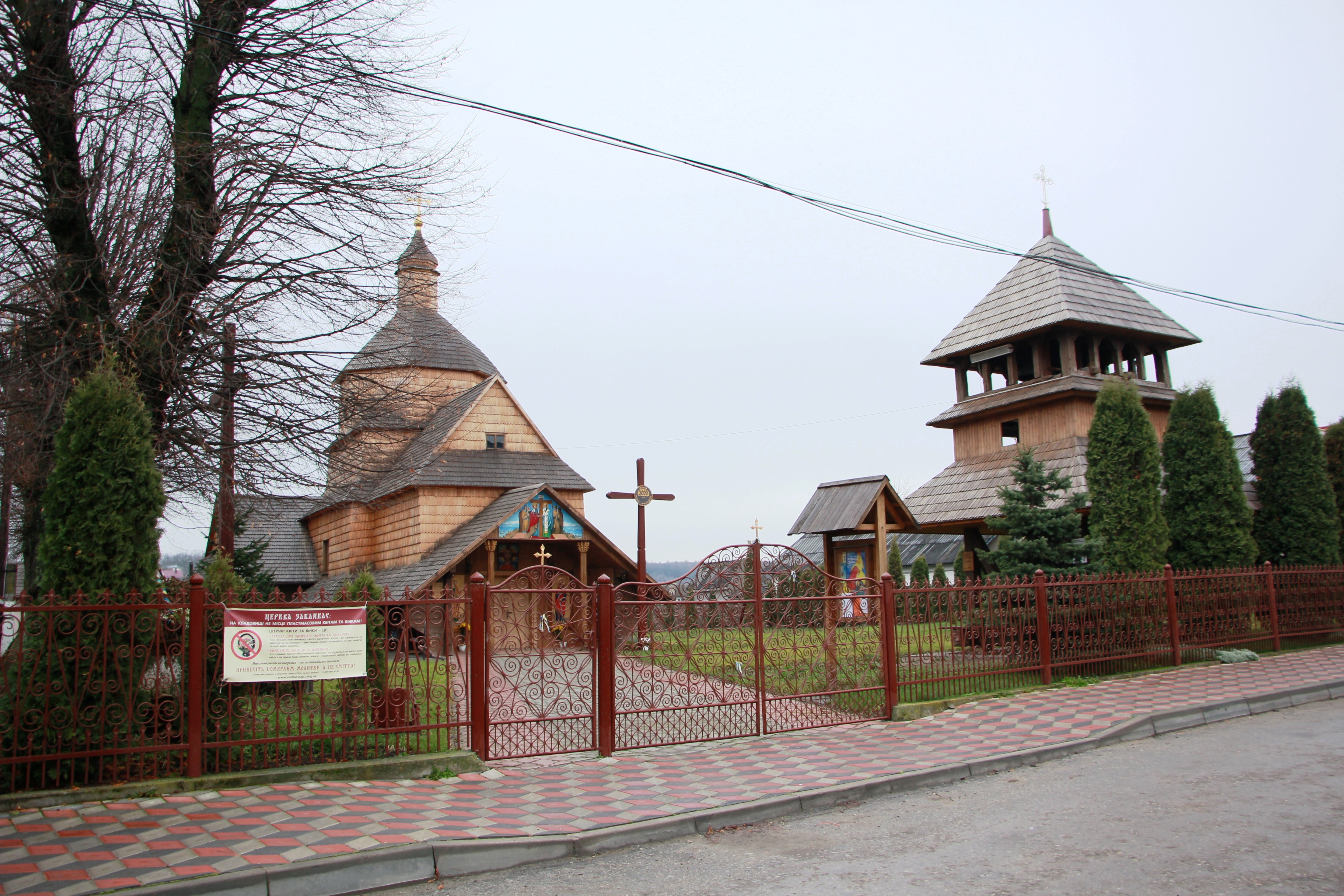
Воздвиженська церква 1630

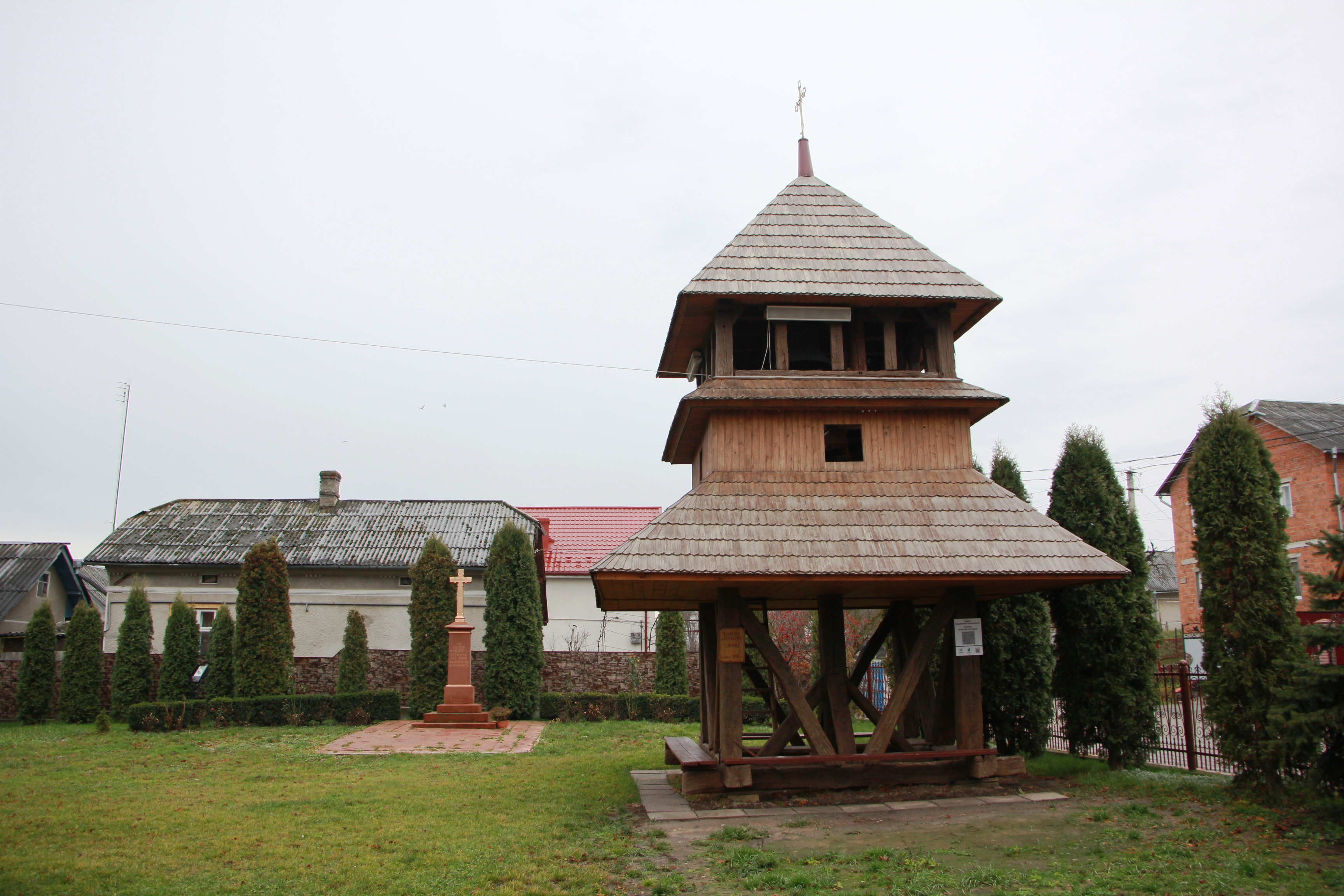
Воздвиженська церква 1630. Дзвіниця

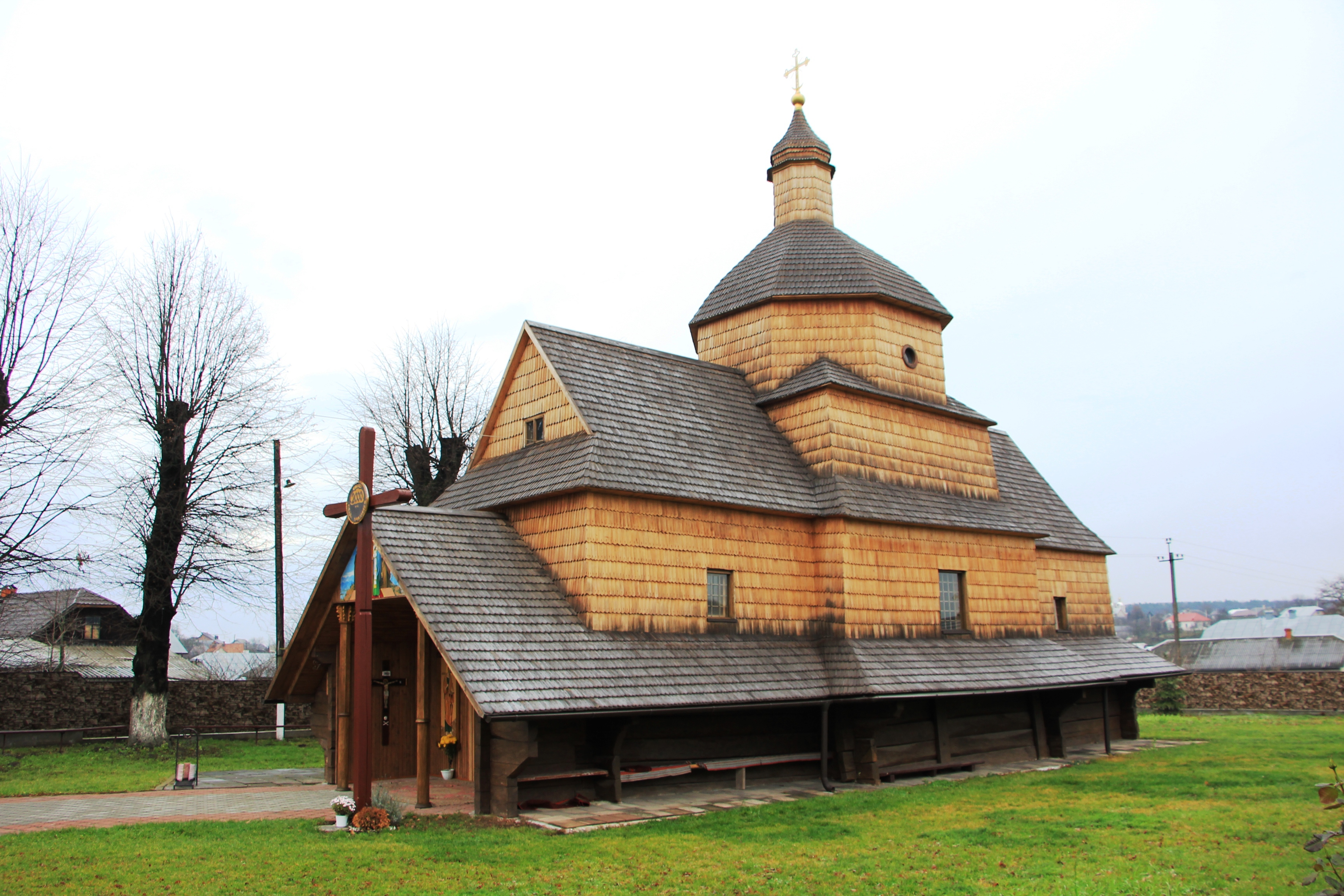
Воздвиженська церква 1630

### Пам'ятки архітектури
- Дерев'яна Воздвиженська церква з дзвіницею (1630), розташована на Кутці;
- Костел Успіння Пресвятої Діви Марії (1802) в центрі міста, вул. Шевченка, 17;
- Мурована церква Різдва з дзвіницею (1898);
- Греко-католицький храм св. Миколая на Горі (1900), архітектор Василь Нагірний;
- Народний дім (1910, архітектор Баб'як, майстер К. Геваніцький);
- Синагога;
- Парк над ставом, закладений у XVIII столітті;
- Замок шляхтича Копичинського з Бествіни не зберігся; до 1949 року тут була кругла оборонна башта замку.

### Пам'ятники
Споруджено пам'ятники:
- Тарасові Шевченку (1946, реконструйовано 1989),
- полеглим у німецько-радянській війні жителям міста (1965, скульптор С. Гончарик),
- на честь скасування панщини (відновлено 1990),
- діячам ОУН та воякам УПА (1993), Встановлено пам'ятні хрести на честь скасування панщини, заснування Братства тверезості (1901), меморіальні таблиці до 100-ї річниці від дня народження Тараса Шевченка, К. Чічці-Андрієнку (1994), Борцям за волю України (1996), насипано символічні могили УСС (1990), воякам УПА (1993), встановлено пам'ятний знак жертвам операції «Вісла» (2004).

#### Пам'ятник Т. Шевченку
Пам'ятка монументального мистецтва місцевого значення.
Встановлений 1948 р., реставрований 1989 р. Масове виробництво.
Скульптура – бетон, постамент – гранітна плитка.
Скульптура – 2,3 м, постамент – 3 м.

#### Пам'ятник святому Роху
Наприкінці XIX ст. в Копичинцях лютувала епідемія холери. Щоб хвороба відступила з міста та околиць, у 1788 році вирішили встановити пам'ятник святому Роху (захисник від пошестей), який у радянський період знесли.

### Некрополі
Є кладовище радянських воїнів, де поховано 645 радянських солдатів і офіцерів, які загинули у боях за місто. На кладовищі споруджено меморіальний комплекс.

## Соціальна сфера
Працюють дві ЗОШ І–ІІІ ступенів, Центр культури та дозвілля, дві бібліотеки, музична школа, кінотеатр, районна лікарня, дошкільний заклад, народний театр ім. Богдана Лепкого, Музей театрального мистецтва та Меморіал пам'яті Борців за волю України, кімната-музей К. Чічки-Андрієнка.

## Міста -побратими
- Туреччина, Амасра
- Бельгія, Брюгге
- Швеція, Хьор
- Італія, Каварцере
- Польща, Кіселіце
- Україна, Опішня
- Велика Британія, Ліскерд
- Норвегія, Єздал
- Німеччина, Росдорф[26]

## Спорт
- оновлений стадіон «Надія»;
- місцевий ФК «Автомобіліст» — чемпіон 1984 року, під назвою «Динамо» — призер (1994—95) чемпіонатів Тернопільської області з футболу.

## Транспорт
З 1 вересня 2017 року щовівторка і щоп'ятниці курсує поїзд Тернопіль — Гусятин.

## Відомі люди

### Народилися
- 1847 — Владислав Вшелячинський — польський піаніст, композитор, диригент, педагог.
- 1884 — Климентина Миколаївна Авдикович-Глинська, український промисловець і меценат, сестра Мирослава Січинського.
- 1888 — Клим Андрійович Чічка-Андрієнко, український оперний співак (тенор), педагог.
- 1904 — Пінхас Лавон, ізраїльський профспілковий та політичний діяч, міністр сільського господарства Ізраїлю, міністр оборони Ізраїлю.
- 1904 — Євгенія Ласовська — оперна і камерна співачка
- 1907 — Елиїв Ярослав — священник УГКЦ, мистецтвознавець, філателіст, писанкар, меценат, етнограф, лірник.
- 1912  — Скорупський Володимир Михайлович — український письменник, літературознавець, журналіст, редактор. Член Об'єднання українських письменників «Слово».
- 1916 — Марія Сафіян, перша українська кіноакторка в Галичині, яка знялася у головній ролі в першому українському художньому повнометражному фільмі «Для добра і краси».
- 1923  — Ольга Гуцал  — розвідниця СБ ОУН, засуджена у справі 16 підпільників, котрі проходили у 15-17 серпня 1945 року[27].
- 1924  — Ванда Горчинська  —   українська медсестра, зв'язкова УПА.
- 1931 — Савка Богдан, український письменник, громадський діяч.
- 1933 — Чорній Мстислава-Іванна Юріївна, австралійська маляр-постімпресіоніст (акварелі, пастелі), педагог, громадська діячка.
- 1936 — Арсен Онуфрійович Паламар, український журналіст, публіцист.
- 1939 — Зарембська Марія Іванівна, видатна майстриня народної вишивки. Народна майстриня декоративно-ужиткового мистецтва (1984).
- Поморянський Мирослав Антонович. — (*20.11.1925, м. Копичинці — †16.02.2002, м. Чернівці) — хореограф, культурний діяч. Член Всеукраїнської музичної спілки. Заслужений працівник культури УРСР (1967). Автор книги «Буковинський танець» (1997).
- 1944 — Лиховид Оксана Михайлівна (1944—2014) — українська композитор, музикознавець, педагог, заслужений діяч мистецтв України.
- 1949 — Митрополит Мефодій (Кудряков) — предстоятель Української автокефальної православної церкви.
- 1959 — Іванків Тарас Степанович — український актор, фотохудожник.
- 1965 — Хлібович Тарас Михайлович — український фотохудожник.
- 1967 — Сагайдак Сергій Петрович — (1967-2022) — учасник російсько-української війни.[28]
- 1969 — Іванчук Василь Михайлович — український шахіст, міжнародний гросмейстер.
- 1973 — Савка Мар'яна Орестівна — українська поетеса, дитяча письменниця, літературознавець, публіцист, головний редактор «Видавництва Старого Лева».
- 1982 — Недільський Роман Богданович — дипломат, Заступник директора департаменту консульської служби МЗС України.

### Проживали
- діячка ОУН Мирослава Антонович.

### Працювали
- адвокат Володимир Безпалько, батько Ірини-Орисі Безпалько

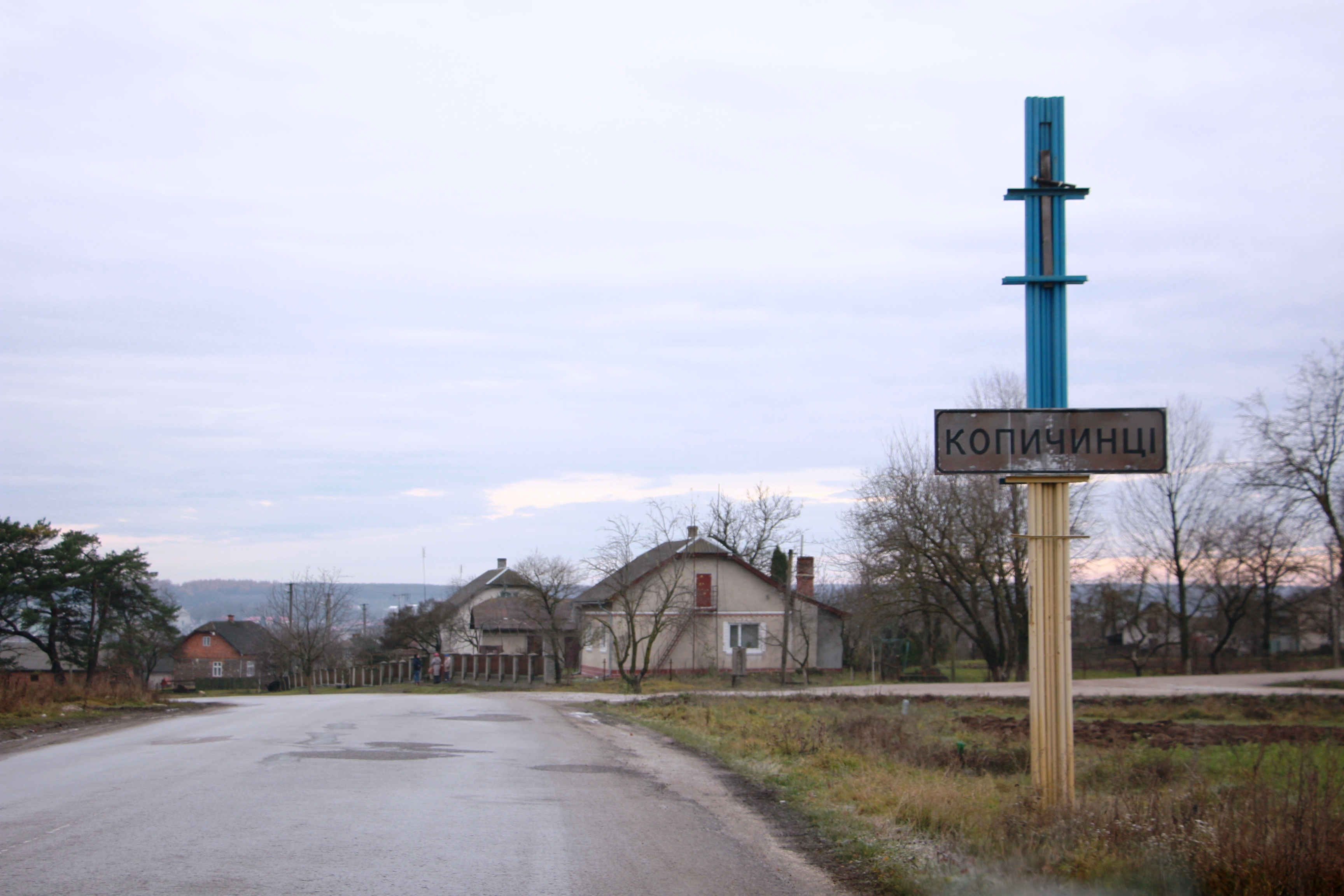
Придорожній знак на в'їзді в місто Копичинці
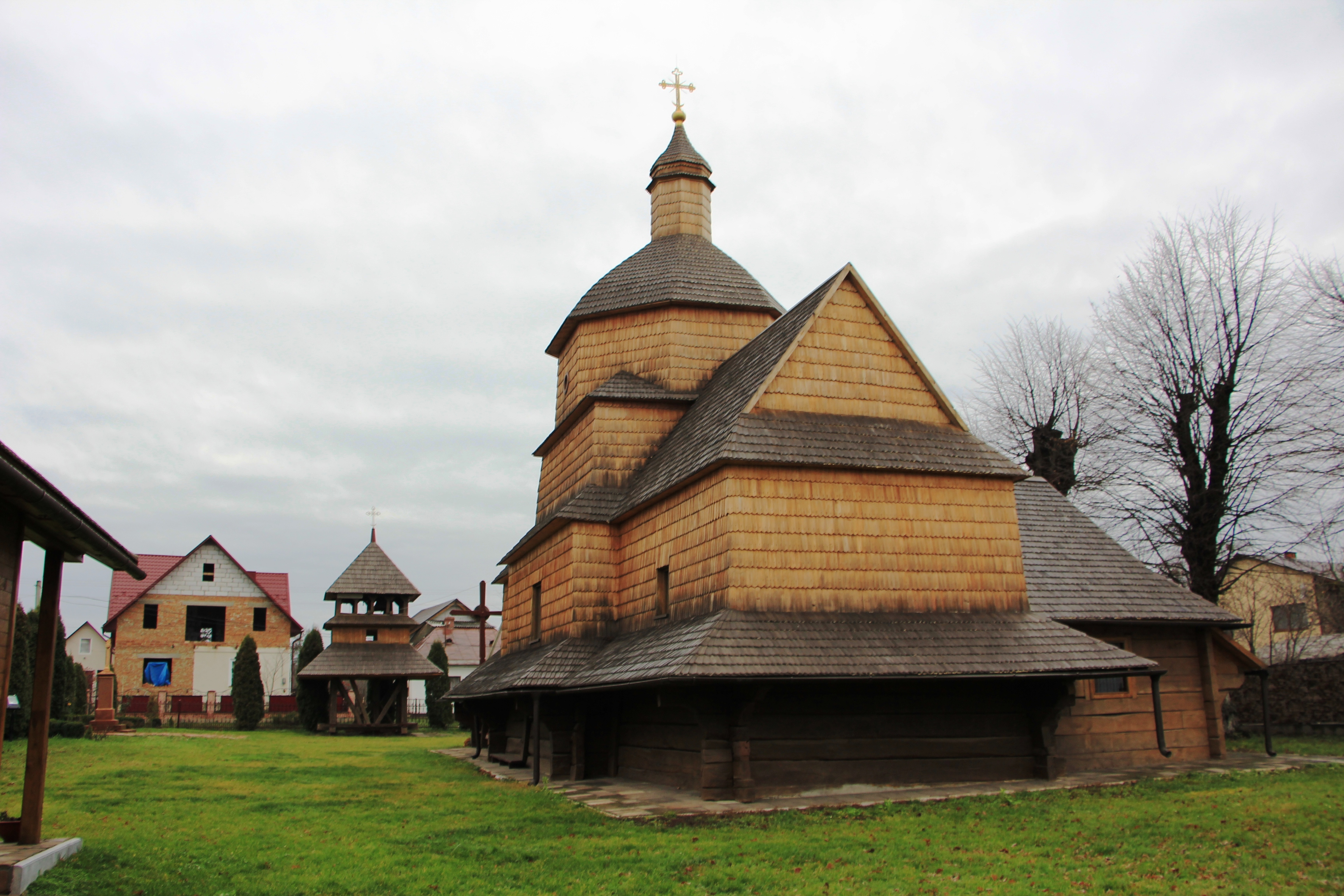
Воздвиженська церква 1630
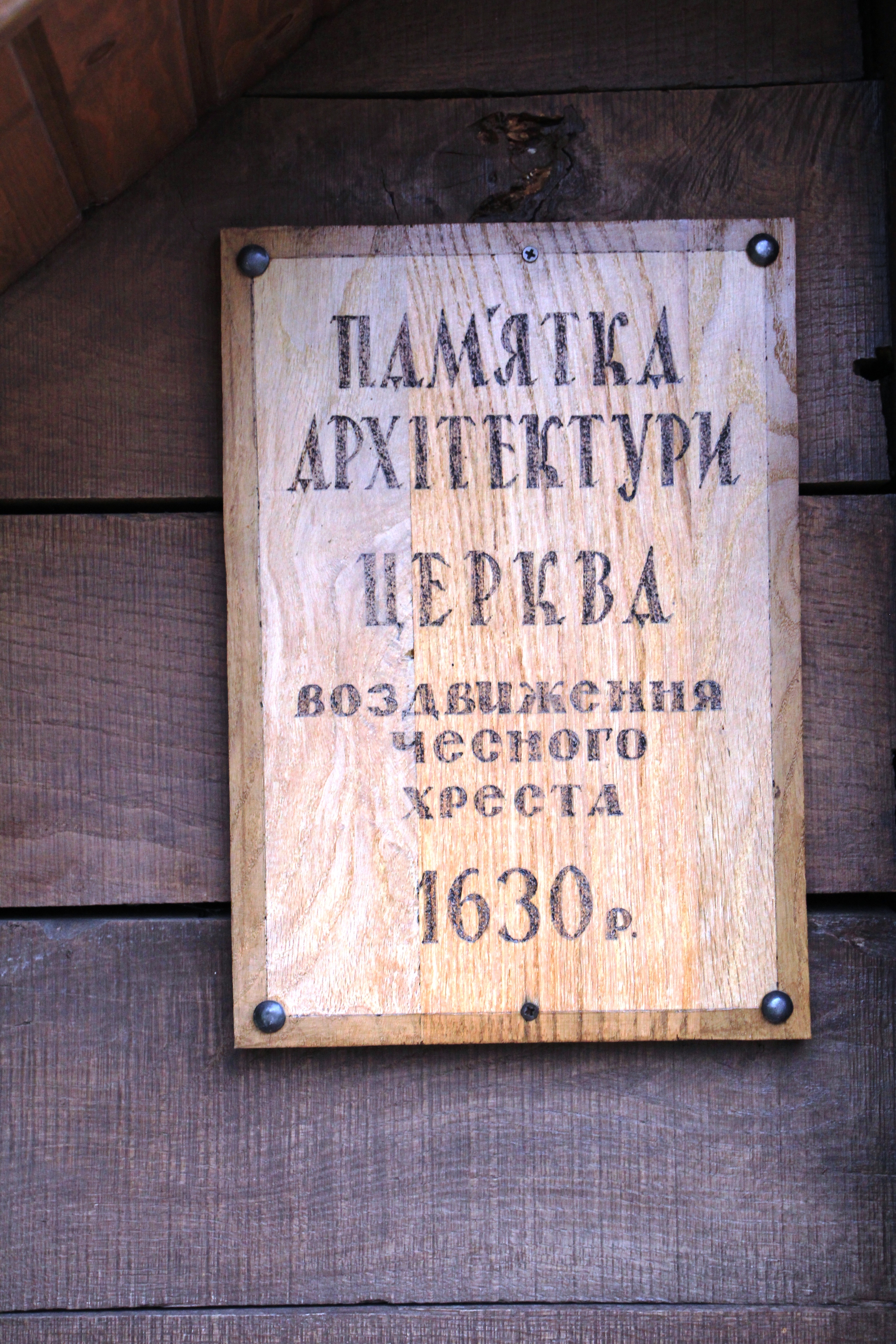
Воздвиженська церква 1630
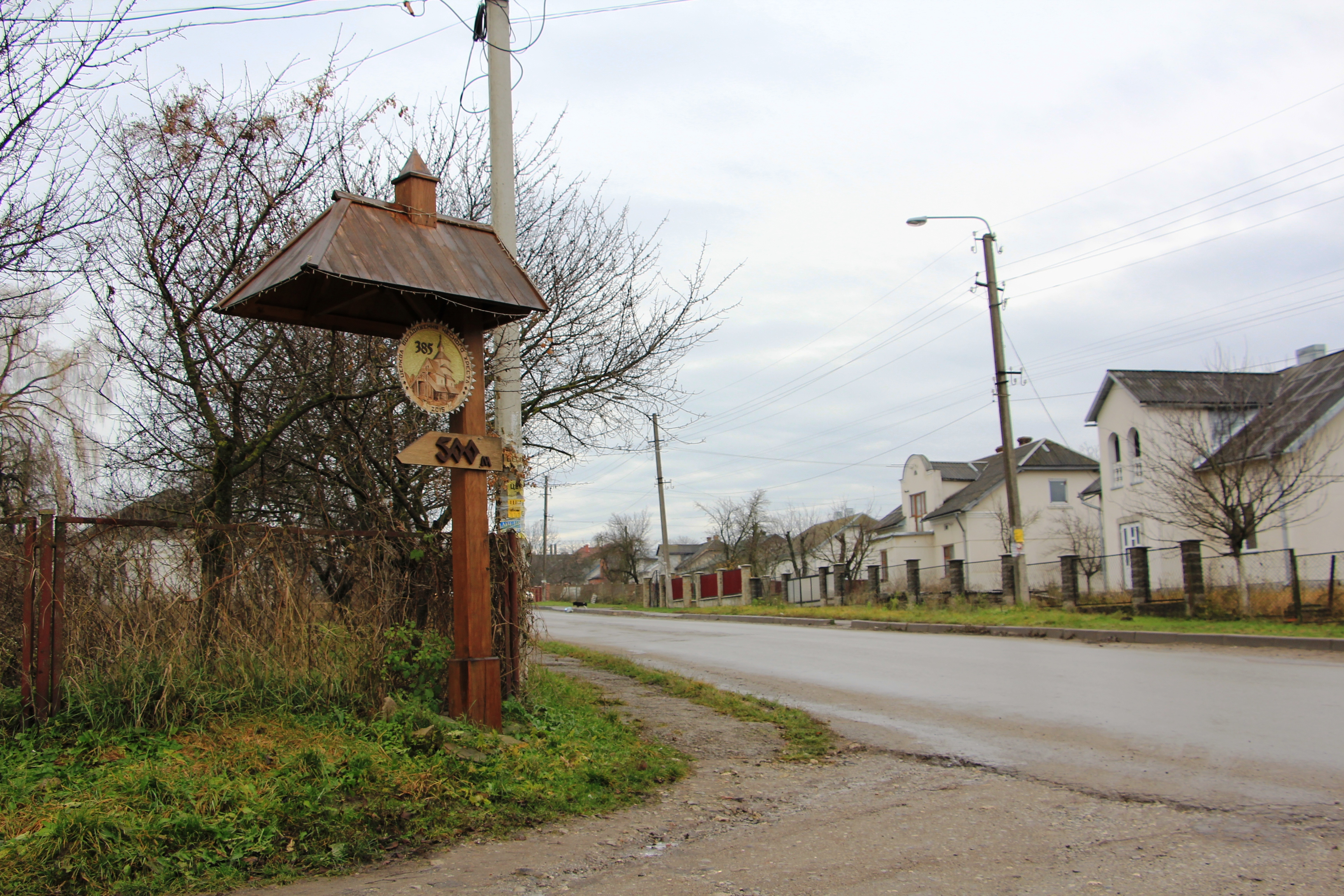
Придорожній вказівник